# Ann B. Davis
Ann Bradford Davis (Schenectady, 5 mei 1926 – San Antonio, 1 juni 2014) was een Amerikaans actrice.

## Levensloop en carrière
Davis maakte haar filmdebuut in Jukebox Jury in 1953. Haar eerste grote rol speelde ze in The Bob Cummings Show. Hiervoor ontving ze een Emmy Award en een ster op de Hollywood Walk of Fame in Los Angeles. In de jaren 60 speelde ze een hoofdrol in de John Forsythe Show. Daarmee verdiende ze een ster op de Hollywood Walk of Fame. Tussen 1969 en 1974 was ze te zien in The Brady Bunch als huishoudster Alice Nelson. Haar laatste rol was een gastrol in de televisieserie Something So Right in 1997.
Davis was nooit gehuwd. Ze verhuisde in 1976 van Los Angeles naar Denver om lid te worden van de Episcopaalse Kerk.
Ze werd eind mei 2014 opgenomen in een ziekenhuis in San Antonio na een val in de badkamer. De 88-jarige Davis was tot dan toe nog heel fit en monter, maar stierf op 1 juni dat jaar door een subduraal hematoom.
- International Standard Name Identifier: 0000 0000 4308 2684
- Library of Congress Control Number: no91016515
- SNAC: w6hv7b8g
- Virtual International Authority File: 21707009
- WorldCat: E39PBJwRR8DBXQgfJWpd3Q4H4q